# Andy White (Schlagzeuger)
Andy White (* 27. Juli 1930 in Glasgow, Schottland; † 9. November 2015 in Caldwell) war ein britischer Schlagzeuger.

## Leben
Geboren 1930 als Sohn eines Bäckers, begann White schon als Zwölfjähriger mit dem Schlagzeugspiel. In den 1950er Jahren spielte er in diversen Swing- und Jazzbands.
Seine bekannteste Aufnahme ist die Single Love Me Do der Beatles, auf der er am 11. September 1962 statt Ringo Starr spielte, da der Beatles-Produzent George Martin mit dem bisherigen Schlagzeuger Pete Best nicht zufrieden und Ringo Starr bei George Martin noch nicht eingeführt war. Auch auf der B-Seite dieser Single (P.S. I Love You) ist er – statt Ringo Starr – zu hören. Von Love Me Do wurden die Aufnahme mit Ringo Starr und die Aufnahme mit Andy White veröffentlicht, die sich nur unwesentlich unterscheiden.
In den darauffolgenden Jahren spielte Andy White unter anderem bei Herman’s Hermits und Tom Jones. Er begleitete auch eine Tournee mit Marlene Dietrich.
Zuletzt lebte White in New Jersey und war dort als Schlagzeuglehrer tätig.